# Rheocricotopus insularis
Rheocricotopus insularis är en tvåvingeart som beskrevs av Makarchenko 2005. Rheocricotopus insularis ingår i släktet Rheocricotopus och familjen fjädermyggor. Inga underarter finns listade i Catalogue of Life.